# Belgisch kampioenschap wielrennen voor heren elite 2016
Het Belgisch kampioenschap wielrennen voor heren elite 2016 wordt gehouden op 26 juni 2016. De start is aan de Meren van de Eau d'Heure, evenals de finish. De winnaar van de wedstrijd mag een jaar wedstrijden afwerken in de Belgische trui. Titelverdediger is Preben Van Hecke. Aan de wedstrijd mogen enkel Eliterenners met een profcontract deelnemen.

## Deelnemerslijst
| Topsport Vlaanderen-Baloise | Etixx-Quick Step | Lotto Soudal |
| - 1. Preben Van Hecke - 2. Amaury Capiot - 3. Aimé De Gendt - 4. Kenny De Ketele - 5. Moreno De Pauw - 6. Floris De Tier - 7. Tim Declercq - 8. Maxime Farazijn - 9. Sander Helven - 10. Eliot Lietaer - 11. Ruben Pols - 12. Jonas Rickaert - 13. Jarl Salomein - 14. Thomas Sprengers - 15. Stijn Steels - 16. Dries Van Gestel - 17. Gijs Van Hoecke - 18. Bert Van Lerberghe - 19. Jef Van Meirhaeghe - 20. Kenneth Van Rooy - 21. Pieter Vanspeybrouck - 22. Otto Vergaerde - 23. Jens Wallays | - 28. Tom Boonen - 29. Laurens De Plus - 30. Iljo Keisse - 31. Yves Lampaert - 32. Nikolas Maes - 33. Gianni Meersman - 34. Pieter Serry - 35. Guillaume Van Keirsbulck - 36. Stijn Vandenbergh - 37. Julien Vermote                                                       | - 40. Sander Armée - 41. Tiesj Benoot - 42. Kris Boeckmans - 44. Sean De Bie - 45. Jasper De Buyst - 46. Bart De Clercq - 47. Thomas De Gendt - 48. Jens Debusschere - 49. Gert Dockx - 50. Frederik Frison - 51. Maxime Monfort - 52. Jürgen Roelandts - 53. Tosh Van der Sande - 54. Jelle Vanendert - 55. Louis Vervaeke - 56. Jelle Wallays - 57. Tim Wellens           |
| BMC Racing Team | Team LottoNL-Jumbo | Trek-Segafredo |
| - 60. Philippe Gilbert - 61. Ben Hermans - 62. Dylan Teuns - 63. Greg Van Avermaet - 64. Loïc Vliegen | - 66. Victor Campenaerts - 67. Tom Van Asbroeck - 68. Sep Vanmarcke - 69. Maarten Wynants | - 70. Stijn Devolder - 71. Jasper Stuyven - 72. Edward Theuns |
| Team Giant-Alpecin | Team Katjoesja | Orica GreenEDGE |
| - 74. Bert De Backer - 75. Zico Waeytens | - 76. Jurgen Van den Broeck | - 77. Jens Keukeleire |
| Team Dimension Data | AG2R La Mondiale | IAM Cycling |
| - 78. Serge Pauwels | - 79. Jan Bakelants - 80. Johan Vansummeren | - 81. Dries Devenyns - 82. Oliver Naesen - 83. Jonas Van Genechten |
| Astana Pro Team | Wanty-Groupe Gobert | Wallonie Bruxelles-Group Protect |
| - 84. Laurens De Vreese | - 85. Frederik Backaert - 86. Jérôme Baugnies - 87. Gaëtan Bille - 88. Dimitri Claeys - 89. Thomas Degand - 90. Kenny Dehaes - 91. Tom Devriendt - 92. Boris Dron - 93. Roy Jans - 94. Lander Seynaeve - 95. Robin Stenuit - 96. Kévin Van Melsen - 97. Frederik Veuchelen | - 100. Olivier Chevalier - 101. Ludwig de Winter - 102. Florent Delfosse - 103. Sébastien Delfosse - 104. Tom Dernies - 105. Thomas Deruette - 106. Jonathan Dufrasne - 107. Jimmy Duquennoy - 108. Grégory Habeaux - 109. Kevyn Ista - 110. Olivier Pardini - 111. Baptiste Planckaert - 112. Gaëtan Pons - 113. Julien Stassen - 114. Antoine Warnier - 115. Thomas Wertz |
| Crelan-Vastgoedservice | Marlux-Napoleon Games | Veranda's Willems |
| - 117. Jens Adams - 118. Tim Merlier - 119. Rob Peeters - 120. Wout van Aert | - 122. Kevin Pauwels - 123. Dieter Vanthourenhout - 124. Michael Vanthourenhout - 125. Klaas Vantornout | - 126. Gianni Vermeersch - 127. Joeri Calleeuw - 128. Timothy Dupont - 129. Stef Van Zummeren |
| Telenet-Fidea | An Post-Chainreaction | Beobank-Corendon |
| - 131. Jim Aernouts - 132. Toon Aerts - 133. Tom Meeusen | - 134. Nicolas Vereecken - 135. Emiel Wastyn | - 136. Vincent Baestaens - 152. Wietse Bosmans |
| Cibel-Cebon | ERA Real Estate-Murprotec | Team 3M |
| - 138. Benjamin Verraes | - 139. Diether Sweeck - 140. Laurens Sweeck | - 141. Laurent Evrard |
| Kalas-H.Essers-Noff | Leopard Pro Cycling | Roubaix Lille Métropole |
| - 142. Jens Vandekinderen | - 143. Laurent Vanden Bak | - 144. Dieter Bouvry - 145. Maxime Vantomme - 146. Louis Verhelst |
| Cofidis | Fortuneo-Vital Concept | Team Novo Nordisk |
| - 148. Michael Van Staeyen - 149. Kenneth Vanbilsen | - 150. Boris Vallée | - 151. Kevin De Mesmaeker |

## Rituitslag
| Plaats | Naam              | Ploeg                            | Tijd     |
| ------ | ----------------- | -------------------------------- | -------- |
| 1      | Philippe Gilbert  | BMC Racing Team                  | 6u15'00" |
| 2      | Tim Wellens       | Lotto Soudal                     | +0"      |
| 3      | Greg Van Avermaet | BMC Racing Team                  | +0"      |
| 4      | Jürgen Roelandts  | Lotto Soudal                     |          |
| 5      | Jan Bakelants     | AG2R La Mondiale                 |          |
| 6      | Pieter Serry      | Etixx-Quick Step                 |          |
| 7      | Florent Delfosse  | Wallonie Bruxelles-Group Protect |          |
| 8      | Julien Vermote    | Etixx-Quick Step                 |          |
| 9      | Wout van Aert     | Crelan-Vastgoedservice           |          |
| 10     | Laurens De Vreese | Astana Pro Team                  |          |